# Ricardo Otxoa Palacios
Ricardo Otxoa Palacios (Barakaldo, 30 d'agost de 1974 - Màlaga, 15 de febrer de 2001) era una de les promeses del ciclisme basc, provinent de la Societat Ciclista Punta Galea, que debutà en professionals en els equips ONCE-Eroski i Kelme. A l'estela del seu germà bessó, Javier, Ricardo va participar en grans rondes com el Giro d'Itàlia o la Vuelta a Espanya.
El 15 de febrer de 2001, mentre entrenava la Ruta del Sol amb el seu germà va ser atropellat per un automòbil conduït pel vice-rector de la Universitat de Màlaga. Les ferides provocades per l'accident provocarien la seva mort poc després i deixarien greument ferit al seu germà.
En l'actualitat hi ha un criterium que porta el seu nom, i a Màlaga i a Xest hi ha monuments a la seva memòria.